# Tylersburg
Tylersburg es un lugar designado por el censo ubicado en el condado de Clarion en el estado estadounidense de Pensilvania. En el Censo de 2010 tenía una población de 196 habitantes y una densidad poblacional de 127,4 personas por km².

## Geografía
Tylersburg se encuentra ubicado en las coordenadas 41°22′58″N 79°18′59″O / 41.38278, -79.31639. Según la Oficina del Censo de los Estados Unidos, Tylersburg tiene una superficie total de 1.54 km², de la cual 1.53 km² corresponden a tierra firme y (0.51%) 0.01 km² es agua.

## Demografía
Según el censo de 2010, había 196 personas residiendo en Tylersburg. La densidad de población era de 127,4 hab./km². De los 196 habitantes, Tylersburg estaba compuesto por el 98.98% blancos, el 0% eran afroamericanos, el 0% eran amerindios, el 0% eran asiáticos, el 0% eran isleños del Pacífico, el 0% eran de otras razas y el 1.02% pertenecían a dos o más razas. Del total de la población el 2.04% eran hispanos o latinos de cualquier raza.